# Dali (Junnan)
Dali (chiń. 大理; pinyin Dàlǐ) – miasto na prawach powiatu w południowo-zachodnich Chinach, w prowincji Junnan, nad jeziorem Er Hai, około 250 km na północny wschód od stolicy prowincji, Kunming, siedziba prefektury autonomicznej Dali. W 2010 roku liczba mieszkańców miasta wynosiła 137 969, z czego dużą część stanowili przedstawiciele mniejszości narodowej Bai.
Siedziba rzymskokatolickiej diecezji Dali.

## Historia
Miasto zostało zbudowane w połowie VIII wieku przez Piluoge, władcę państwa Nanzhao; Chińczycy nazywali je wówczas Longweicheng. Po zajęciu regionu przez Mongołów pod koniec XIII wieku miasto było punktem kontroli celnej i poboru podatków; funkcjonowało wtedy pod różnymi nazwami, m.in. Longweiguan, Huweiguan i Xiaguan. Stało się ważnym miastem handlowym i centrum transakcji pomiędzy chińskimi kupcami i przedstawicielami okolicznych mniejszości narodowych.
W XIX wieku głównym przedmiotem sprzedaży stała się herbata pochodząca z pobliskich plantacji. Pod względem handlu herbatą miasto ustępowało w tym okresie tylko miejscowości Pu’er. Na początku XX wieku rozwinął się przemysł herbaciany. Do rozwoju miasta znacznie przyczyniło się także wybudowanie Drogi Birmańskiej podczas trwania drugiej wojny chińsko-japońskiej (1937–45).
Miasto Dali powstało w 1983 roku z połączenia powiatu Dali z miastem Xiaguan.

## Gospodarka
Miasto stanowi ośrodek turystyki, wydobycia marmuru i węgla kamiennego, a także przemysłu maszynowego, ceramicznego, włókienniczego i spożywczego.

## Turystyka
Miasto częściowo otoczone średniowiecznym murem z bramami na południowym i północnym krańcu.
Jedną z głównych jego atrakcji są kawiarnie oraz lokalne święta związane z wierzeniami mieszkających tu mniejszości, np. Festiwal Pochodni, odbywający się 24 dnia szóstego miesiąca księżycowego czy Targi Trzeciego Księżyca odbywające się w kwietniu lub maju (15 dnia trzeciego miesiąca księżycowego).
Dali znane jest również z wyrobów z wydobywanego w pobliskich górach dalijskiego marmuru oraz z batiku. Na straganach sprzedaje się zarówno narzędzia codziennego użytku, jak i ozdoby wykonane z marmuru.
Lokalnym specjałem gastronomicznym są ryby z jeziora Er Hai: shaguoyu – smażona i dodatkowo duszona ryba z suszonymi warzywami w kwaśnym wywarze oraz youdeyu – zapiekanka z małych tłustych szprotek i tofu.